# Zwitserland op het Eurovisiesongfestival 1998
Zwitserland nam deel aan het  Eurovisiesongfestival 1998, gehouden in Birmingham, Verenigd Koninkrijk. Het was de 42ste deelname van het land.

## Selectieprocedure
In tegenstelling tot de vorige jaren koos men er deze keer voor om een nationale finale te organiseren.
Deze werd gehouden in de studio's van DRS in Zürich op 18 december.
De winnaar werd gekozen door televoting.
| Volgorde | Artiest          | Lied                   | Punten | Plaats |
| -------- | ---------------- | ---------------------- | ------ | ------ |
| 1        | Susan Orús       | "L'enfant des étoiles" | 19     | 3de    |
| 2        | Filippo Trojani  | " Amerò di più"        | 17     | 5de    |
| 3        | Anne Francoeur   | " Le rêve d'Alice"     | 5      | 6de    |
| 4        | Gunvor           | "Lass' ihn"            | 34     | 1ste   |
| 5        | Talk About Girls | " Qualcosa di te"      | 26     | 2de    |
| 6        | Vanessa Jüdt     | "Trouver ma place"     | 19     | 3de    |

## In Birmingham
Zwitserland moest als 5de aantreden op het festival, net na Spanje en voor Slowakije. Op het einde van de puntentelling bleek dat ze 0 punten hadden verzameld, wat goed was voor een 25ste en laatste plaats.
Nederland en België gaven geen punten aan deze inzending.

### Gekregen punten

#### Finale
| 12 punten | 10 punten | 8 punten | 7 punten | 6 punten |
| --------- | --------- | -------- | -------- | -------- |
|           |           |          |          |          |
| 5 punten  | 4 punten  | 3 punten | 2 punten | 1 punt   |
|           |           |          |          |          |

### Punten gegeven door Zwitserland

#### Finale
Punten gegeven in de finale:
| 12 punten | Duitsland           |
| 10 punten | Israël              |
| 8 punten  | Malta               |
| 7 punten  | Nederland           |
| 6 punten  | Spanje              |
| 5 punten  | Kroatië             |
| 4 punten  | België              |
| 3 punten  | Verenigd Koninkrijk |
| 2 punten  | Ierland             |
| 1 punt    | Noorwegen           |

1956 · 1957 · 1958 · 1959 · 1960 · 1961 · 1962 · 1963 · 1964 · 1965 · 1966 · 1967 · 1968 · 1969 · 1970 · 1971 · 1972 · 1973 · 1974 · 1975 · 1976 · 1977 · 1978 · 1979 · 1980 · 1981 · 1982 · 1983 · 1984 · 1985 · 1986 · 1987 · 1988 · 1989 · 1990 · 1991 · 1992 · 1993 · 1994 · 1995 · 1996 · 1997 · 1998 · 1999 · 2000 · 2001 · 2002 · 2003 · 2004 · 2005 · 2006 · 2007 · 2008 · 2009 · 2010 · 2011 · 2012 · 2013 · 2014 · 2015 · 2016 · 2017 · 2018 · 2019 · 2020 · 2021 · 2022 · 2023 · 2024 · 2025